# Vrij Technisch Instituut Torhout

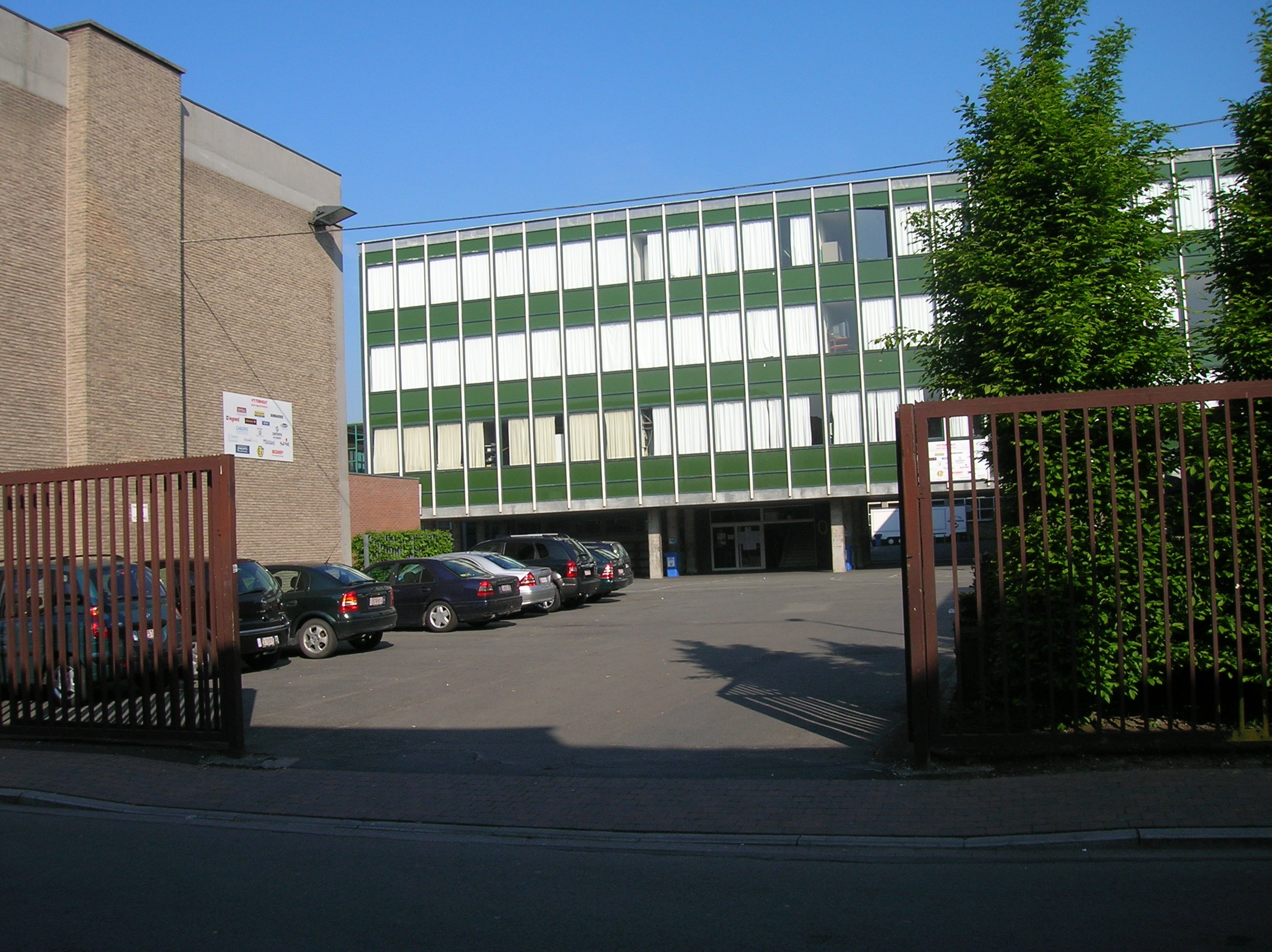

Het Vrij Technisch Instituut te Torhout is een nijverheidstechnische school in Torhout die deel uitmaakt van de Scholengroep Sint-Rembert. Deze school biedt studierichtingen aan op zowel tso- als bso-niveau.

## Studierichtingen
De studierichtingen Industriële Wetenschappen, Elektriciteit-Elektronica en Elektromechanica (tso) leiden leerlingen op tot hogere studies.
In de studierichtingen Mechanische Technieken, Elektrotechnieken en Houttechnieken (tso) ligt de klemtoon op de technische vakken en de praktijkvakken. De leerlingen kunnen een zevende specialisatiejaar volgen of een plaats zoeken op de arbeidsmarkt.
De studierichtingen Metaal, Auto, Hout en Elektrische Installaties (bso) zijn heel praktisch opgevat. Deze leerlingen hebben tot zestien uur praktijk per week.

## Voorgeschiedenis
De tweede helft van de negentiende eeuw werd gekenmerkt door de groei van de industrialisatie met de daarmee gepaard gaande ontwikkeling van de techniek. De vraag naar technisch geschoolde arbeiders begon zich meer en meer op te dringen. Op vele plaatsen ontstond er technisch onderwijs.
In de notulen van het schepencollege en van de gemeenteraad van Torhout anno 1854 is reeds sprake van een “zondagsschool” met twee, drie of vier leerjaren. Ook werd verwezen naar een “teekenschool” (1837-1890) voor minder begaafde jongens die niets moesten weten van theoretische lessen. ’s Avonds of op zondagvoormiddag leerden ze teken toegepast op de verschillende ambachten. Er werd ook verwezen naar een “avondschool voor volwassenen” (1854-1898) die aanvullende kennis en vorming bood aan de reeds werkende leerjongens en arbeiders. Daarnaast verwees men ook naar “modelwerkhuizen” of “leerwerkhuizen” (1853-1923) die verbonden waren aan lokale ondernemingen. In deze huizen leerden de jongens na hun dagtaak de beginselen van het technisch tekenen en de elementaire handvaardigheden in metaal- en houtbewerking. Deze beroepsscholen avant la lettre zouden naar de Eerste Wereldoorlog uitgroeien tot een volwaardige vakschool.
De toenmalige pastoor-deken Debrabandere richtte in 1879 naast de bestaande parochiale meisjesschool ook voor de mannelijke volksjeugd een parochiale jongensschool op, algauw in de volksmond de “klompenschool” of de “kloefenschool” genoemd. Het nieuw schooltje kreeg de officiële naam van “Sint-Aloysiusschool” en werd na de schoolstrijd, in 1884, door de gemeente aangenomen.
De Sint-Aloysiusschool bleef ruim een halve eeuw lang een lagere jongensschool. Daarna groeide zij uit tot een middelbare school. Minister P. Poullet diende, gesteund door de sterke katholieke meerderheid in het parlement, een voorstel in tot invoering van de leerplicht tot 14 jaar (wet van 18 oktober 1921). Na de Eerste Wereldoorlog, op 20 augustus 1922, verscheen het leerplan voor de vierde graad van het lager onderwijs. Deze graad werd een voortzetting van het lager onderwijs en was een voorbereiding op het beroepsleven. De “teekenschool” veranderde in een “avondvakschool” voor metaal- en houtbewerking, dit in de lokalen van de Sint-Aloysiusschool. Omwille van infrastructurele en materiële problemen startte de school pas bij het begin van 1924.
Op 11 maart 1933 verscheen het voorlopige statuut van het technisch onderwijs voor scholen met een volledig leerplan. Er werd onderscheid gemaakt tussen hogere en middelbare schollen, vakscholen, leerwerkplaatsen enz. Daarnaast waren er nog avondscholen, waaronder de avondvakscholen, die gelijkgesteld waren met de lagere of middelbare nijverheidsscholen. Dit statuut lag aan de basis van de officiële oprichting van de vzw “Vrije Beroepsschool Brugge”, erken door de Staat in 1939. De school ressorteerde tot in 1938 onder de Christene Sociale Werken van Brugge en werd op 29 december van dat jaar zelfstandig.

## 1947 - 1957
In 1947 kreeg de directie van de Vrije Beroepsschool Brugge van het bisdom de opdracht in Torhout een filiaalschool te openen. De Torhoutse parochie met pastoor-deken Leterme aan het hoofd, liet het filiaal gebruikmaken van de lokalen van de Vrije Avondvakschool in Sint-Aloysiusschool. Er waren twee richtingen: metaal- en houtbewerking. Dit is de eerste dagvakschool (2 jaar), de overige jaren volgden de leerlingen in Brugge.
In 1950 richtte men een tweede leerjaar in voor beide afdelingen. De school had op kosten van de Parochiale Werken eigen gebouwen opgetrokken hadden de staat, de provincie en de stad Torhout financiële zekerheid geschonken.
In 1951 sloten het stadsbestuur van Torhout en de Vrije Beroepsschool Brugge een overeenkomst waarbij stad Torhout een toelage zou verlenen voor werkingskosten en didactisch materiaal. Er was een grens van duizend frank per leerling ingeschreven op 1 januari van ieder jaar voor de werkingskosten. Voor het didactisch materiaal en de uitrusting voorzag de stad een maximumbedrag van tachtigduizend frank.
Bij de aanvang van het schooljaar 1955-1956 werd voor het eerst de volledige cyclus A3 ingericht. Alle leerlingen doorliepen de hele cyclus.
Door de stijgende interesse voor het technisch onderwijs wordt in 1957 de filiale te Torhout een autonome school met de naam ‘Vrij Technische school Sint-Aloysius’. Het lag voor een groot stuk aan de mentaliteitsverandering die bepaalde dat een diploma op zak werkzekerheid en kans op promotie bood. Uit de omliggende, meer landelijke gemeenten, stroomden almaar meer inschrijvingen toe. Ook kende het Houtland een relatief grote expansie van de metaal- en meubelindustrie zodat de vraag naar degelijk geschoolde vaklui verder steeg. Een extra stimulans om op zelfstandige basis voort te werken was de wens van ouders en pedagogen om een oriëntatiejaar in te richten in plaats van de vierde graad lager onderwijs.
Er wordt een oriëntatiejaar en een LSTS-cyclus ingericht. Daarnaast wordt er ook financiële transactie gevoerd: het Warandepark wordt voor de gebouwen van de lagere Sint-Aloysius geruild.

## 1958 – 1971
De naoorlogse babyboom zorgde einde van de jaren vijftig voor een grotere toevloed naar de technische school. Nieuwe richtingen en volledige studiecycli werden ingericht. Er kwamen nieuwe gebouwen en extra leraren.
In 1960 werd de richting A4 LSBS mechanica ingevoerd. In 1961 komt er een nieuwe afdeling bij: LSTS elektriciteit. In 1963 richt met de richting LSBS houtbewerking op. In het jaar 1964 wordt het VTI uitgebreid met een hogere secundaire school met de richtingen HSTS mechanica elektriciteit. Daartoe wordt ‘blok 0’ gebouwd.

## 1972 – 1989
Door de toetreding van het VTI tot het vso (vernieuwd secundair onderwijs) in 1972 werden niet alleen de structuren gewijzigd. Ook de leerinhouden de didactische aanpak zagen er nu helemaal anders uit.
In 1980 werd het beroepsvoorbereidend jaar ingevoerd. In het schooljaar 1982 werd het type II afgebouwd en start men het derde jaar VBSO Elektrische installaties en het zevende specialisatiejaar tso Automatisering.
In 1984 werd de leerplicht verlengd tot 18 jaar. Daardoor wordt in het bso een derde graad ingevoerd met de afdelingen Automechanica, Huishoudelijke Elektriciteit en Hout. In 1987 wordt daar de richting Auto-elektriciteit aan toegevoegd.
In 1989 komt een grondige wijziging in het secundair onderwijs. De eenheidsstructuur wordt ingevoerd.

## 1990 - heden
Naast de doorstromingsjaren en de technische theoretische richtingen voert men in 1995 de tweede graad tso Technieken in met meer praktische ondersteuning. In het jaar 1998 wordt de TS0-richting Elektriciteit-Elektronica ingevoerd.
Omwille van structurele hervormingen binnen de scholengroep Sint-Rembert wordt de eerste graad in het VTI afgesplitst en ondergebracht in de middenschool.
In 2003 telt het VTI ongeveer 600 leerlingen verspreid over de tweede en de derde graad. Deze school is zowel voor jongens als voor meisjes opgericht. Toch trekt deze school eerder een mannelijk publiek. De school werkt mee aan Europese projecten. Zo zijn er uitwisselingen geweest met Zweedse, Finse, Duitse, Engelse, Portugese en Italiaanse scholen.